# ناجي مندلق
ناجي مندلق ممثل وكاتب ومخرج مسرحي لبناني، ولد في بلدة مرجعيون بجنوب لبنان، هاجر إلى الولايات المتحدة الأمريكية في عام 1985.

## عن حياته
ناجي هو من مؤسسي فرقة مسرح اجيال بالاشتراك مع أيمن صفاوي وحسن الحاج وانضم اليهم لاحقاً الشقيق الأصغر ناجي ميشال مندلق، ناجي قبل سنوات قليلة من بدء الحرب الأهلية في لبنان في مدينة مرجعيون في جنوب لبنان وترعرع في بيئة من الخوف والحزن والحروب، ولكن لم تمنعه الملاجئ التي قضى فيها قسماً كبيراً من طفولته من ان يجعل منها مسرحاً لأترابه وجيرانه ليشيع فيها الضحكة والبسمة وينسيهم ما يدور خارج تلك الملاجئ، في عمر السابعة عشر كتب أول مسرحياته «مرج الياسمين» وقدمها في بلدته عام 1984 كما شارك باعمال مسرحية مختلفة في فترة دراسته الثانوية، عام 1985 هاجر إلى الولايات المتحدة لتحصيل علومه الجامعية ونال شهادة البكالوريوس في علوم التلفزيون والإذاعة من جامعة وين ستات يونيڤرسيتي عام 1992 وشهادة الماجستير في الإخراج السينمائي وفنون الخدع السينمائية من جامعة آكاديمي اوف ارت كولدج في سان فرنسيسكو عام 1997.

## قصة إم حســيــن
قبل اقل من ثلاث ليال من افتتاح العرض المسرحي الأول لمسرحية «ابتسم أنت في اميركا» في ايلول 1994 وبعد نفاذ جميع البطاقات لليال الحفل الأربع، واجهت الفرقة مشكلة كبيرة. فقد توفي والد الممثلة التي تلعب دور «ام حسين» ولم يكن بالمستطاع ابداً تأجيل الحفل أو ايجاد بديل للممثلة. لم يكن لناجي، كاتب ومخرج العمل، من اختيار إلا بأن يلعب الدور بنفسه خاصة وأنه كان ملم جداً بالدور والحوار بعد أن قضى الساعات الطوال مع ممثلة الدور ليعلمها ويدربها على اللهجة الجنوبية. وفي ليلة الافتتاح وعند أول خطوة خطتها «ام حسين» على خشبة المسرح وقع الجمهور في حب هذه الشخصية وكان وقع نجاح الحفلات مدوياً في ميشيغان مما اضطر الفرقة لأن تعيد عرض المسرحية في تشرين الثاني من تلك السنة، كما واعيد الدور للمثلة الأصلية وكانت مشكلة كبيرة. لم يتقبل الجمهور «ام حسين» البديلة وطالبوا بالأصلية ولم يكن يعلمون ان ناجي من الأساس لم يكن الممثل الأصلي لهذا الدور. لَـبـِس ناجي شخصية «ام حسين» ولم يعد باستطاعته ان يخلعها.